# Akira (attore)
Ryōhei Kurosawa (黒澤良平?, Kurosawa Ryōhei; Shizuoka, 23 agosto 1981) è un attore, cantante e ballerino giapponese, che ha assunto il nome d'arte di AKIRA in ambito musicale.
Fa parte dal 2006 del gruppo j-pop Exile, ma da qualche anno s'è fatto conoscere ed apprezzare anche per le sue talentuose doti recitative in svariati dorama e film.

## Filmografia

### Cinema
- Lost in Translation - L'amore tradotto (2003)
- Hana Yori Dango Final (2008)
- Be Sure To Share | Chanto Tsutaeru (2009)
- Yamagata Scream | Yamagata Sukurimu (2009)
- Hanjirou (2010) - Yaichiro
- Legend of the Fist: The Return of Chen Zhen | Ye Xing Xia Chen Zhen (2010)

### Televisione
- 2008: Around 40 (TBS)
- 2010: Tumbling (TBS)
- 2010: Toomawari no Ame (NTV)
- 2011: Gou (NHK)
- 2011: Meitantei Conan - Kudō Shin'ichi e no chōsenjō (YTV, ep. 1)
- 2012: Great Teacher Onizuka (Fuji TV)
- 2013: Biblia Koshodou no Jiken Techou (Fuji TV)